# براد كوتر
براد كوتر (بالإنجليزية: Brad Cotter)‏ هو مغني ومغن مؤلف أمريكي، ولد في 29 سبتمبر 1970.

## وصلات خارجية
- الموقع الرسمي
- براد كوتر على موقع ميوزك برينز (الإنجليزية)
- براد كوتر على موقع ديسكوغز (الإنجليزية)